# Ecituncula setifrons
Ecituncula setifrons är en tvåvingeart som beskrevs av Ronald Henry Lambert Disney 2004. Ecituncula setifrons ingår i släktet Ecituncula och familjen puckelflugor. Inga underarter finns listade i Catalogue of Life.